# La Barcina
La Barcina és una muntanya de 1.354 metres que es troba al municipi de Roquetes, a la comarca catalana del Baix Ebre.